# Даутовци
Даутовци су насељено мјесто у граду Високом, Босна и Херцеговина.

## Становништво
|         | 2013.       | 1991.        | 1981.        | 1971.        |
| Укупно  | 99 (100,0%) | 101 (100,0%) | 101 (100,0%) | 95 (100,0%)  |
| Бошњаци | 99 (100,0%) | 98 (97,03%)1 | 94 (93,07%)1 | 81 (85,26%)1 |
| Срби    | –           | 3 (2,970%)   | 7 (6,931%)   | 14 (14,74%)  |

1. 1 На пописима од 1971. до 1991. Бошњаци су пописивани углавном као Муслимани.